# Panama (Illinois)
Pour les articles homonymes, voir Panama (homonymie).
Panama est un village des comtés de Bond et Montgomery dans l'Illinois, aux États-Unis,. Il est incorporé le 29 décembre 1906.

## Démographie
Lors du recensement de 2010, le village comptait une population de 343 habitants. Elle est estimée, en 2016, à 326 habitants.

## Source de la traduction
- (en) Cet article est partiellement ou en totalité issu de l’article de Wikipédia en anglais intitulé « Panama, Illinois » (voir la liste des auteurs).